# Wired (альбом)
Wired — восьмой студийный альбом британского гитариста Джеффа Бека, выпущенный в 1976 году на Epic Records. Он достиг 16-й строчки в чарте Billboard Top LPs & Tape и получил платиновый статус от Американской ассоциации звукозаписывающих компаний. На родине музыканта диск также пробился в национальный рейтинг альбомов, но результат был несколько скромнее — 38-е место.

## История создания
После успеха своего предыдущего студийника Blow by Blow Бек продолжил развитие в жанре джаз-рока. Он оставил в команде клавишника Макса Миддлтона и продюсера Джорджа Мартина. Также он привлёк к сотрудничеству бывших участников Mahavishnu Orchestra: клавишника Яна Хаммера и барабанщика Нараду Майкла Уолдена. Результатом сотрудничества Бека и Хаммера стал более «синтетический» звук чем на Blow by Blow. Диск, выпущенный в 1976 году, получил название Wired.
«Я хотел получить как можно больше вдохновения от Mahavishnu Orchestra, но чтобы никто не узнал его», — рассказал Бек. «Единственным признаком был [клавишник Махавишну] Ян Хаммер. Я хотел получить как можно больше его вклада в альбом. Он играет так быстро, но это очень обманчиво. И мне нравится, как он понимает компрессию и фанк. У него есть все элементы, которые я люблю в рок-н-ролле».
Четыре композиции для нового лонгплея были написаны новопришедшим ударником Нарадой Майклом Уолденом. В качестве ответной благодарности Джефф принял участие в записи сольного альбома барабанщика Garden of Love Light (1976).
По распространенному заблуждению, песню «Led Boots» Макс Миддлтон написал как дань уважения Led Zeppelin. Однако сам клавишник опровергает это мнение: «Это не имело ничего общего с Led Zeppelin. Я ехал в студию и начал напевать этот простой рифф в своей голове. Я показал его Джеффу в студии, и мы просто сыграли это с Майклом Уолденом на барабанах». «Led Boots», наряду с Бековской интерпретацией классической джазовой композиции Чарльза Мингуса «Goodbye Pork Pie Hat», стала на долгие годы гвоздём концертного репертуара Бека. 
Композиция «Come Dancing», написанная Нарадой Майклом Уолденом, по мнению онлайн-журнала Dig! является одним из самых фантастических фанк-роковых инструментальных номеров Джеффа Бека. Трек сочетает в себе жёсткий, дёрганый боп, полный басовых линий Уилбура Баскомба, и некоторые из самых грубых гитарных риффов Бека вместе с мощным грувом клавинета Макса  Миддлтона.
Одна из лучших композиций Бека всех времён, «Blue Wind», была написана Яном Хаммером, которую он сам спродюсировал, а также сыграл помимо синтезатора на ударных. Хаммер вспоминает, как он сидел у себя дома, играл на акустической гитаре и, по сути, написал и придумал всю мелодию, хотя он не гитарист. Затем Джефф Бек пришел к нему домой, чтобы записать соло, он взял эту мелодию и просто превратил её в великий хит.
Техника Яна Хаммера в период студийных сессий Wired произвела настолько большое впечатление на Бека, что он впоследствии распустил состав собственной аккомпанирующей группы (созданной для продвижения Blow by Blow), отправился в совместное турне с Jan Hammer Group, в свою очередь увенчавшееся выпуском концертного альбома Jeff Beck with the Jan Hammer Group Live.  «[Ян Хаммер] дал мне новый, захватывающий взгляд в будущее», — сказал Бек в интервью изданию Guitar Player. «Он играет на Moog как на гитаре, и его звуки проникли прямо в меня. Поэтому я начал играть как он. Я не звучал как он, но его мелодические фразы оказали на меня огромное влияние».
По словам Яна Хаммера, он никогда не встречался с продюсером альбома Джорджем Мартином лично, но разговаривал с ним по телефону несколько раз во время производства Wired, потому что треки были смикшированы Хаммером в его студии «Red Gate», и Джефф Бек в конечном итоге выбрал эти миксы.
CD-версия альбома прошла ремастеринг и была выпущена 27 марта 2001 года на Legacy Records, Epic Records и их родительском лейбле Columbia Records.

## Признание и критика
В 2022 году журнал Classic Rock включил Wired в список обязательных к прослушиванию джаз-рок альбомов.

Его шедевр 1976 года Wired является одним из немногих альбомов, которые можно охарактеризовать как потрясающий. Полностью инструментальная и сравнительно короткая, эта пластинка, которая сочетает гамму высокоскоростного фанка, ультра-тяжёлых техно-флеш гитарных соло и захватывающих мощных аккордов. Это как список покупок музыкальных идей и направлений, каждая из которых могла бы породить целый альбом самостоятельно. Чудесно.— Томми Удо, Classic Rock
Музыкальный критик Джон Рокуэлл из The New York Times писал: «Пластинка Wired была настолько хороша, потому что обширный опыт Джеффа Бека как блюз-рокового гитариста — характерные риффы, ритмическая основательность (и простота) и даже резкие оттенки его электрогитары — закрепили часто лихорадочную, калейдоскопическую интенсивность джаза Яна Хаммера, вдохновленного Махавишну».

## Список композиций
| №  | Название                  | Автор(ы)                   | Длительность |
| -- | ------------------------- | -------------------------- | ------------ |
| 1. | «Led Boots»               | Макс Миддлтон              | 3:59         |
| 2. | «Come Dancing»            | Нарада Майкл Уолден        | 5:54         |
| 3. | «Goodbye Pork Pie Hat»    | Чарльз Мингус              | 5:26         |
| 4. | «Head for Backstage Pass» | Уилбур Баскомб, Энди Кларк | 2:41         |

| №  | Название        | Автор(ы)            | Длительность |
| -- | --------------- | ------------------- | ------------ |
| 1. | «Blue Wind»     | Ян Хаммер           | 5:49         |
| 2. | «Sophie»        | Нарада Майкл Уолден | 6:27         |
| 3. | «Play With Me»  | Нарада Майкл Уолден | 4:06         |
| 4. | «Love Is Green» | Нарада Майкл Уолден | 2:28         |

## Участники записи
Список составлен по сведениям базы данных Discogs.

| Музыканты: - Джефф Бек — гитара, акустическая гитара - Макс Миддлтон — клавинет, родес-пиано - Ян Хаммер — синтезатор; ударные (песня «Blue Wind») - Нарада Майкл Уолден — ударные (песни «Led Boots», «Come Dancing», «Sophie» и «Play With Me»); фортепиано (песня «Love Is Green») - Уилбур Баскомб — бас-гитара - Ричард Бэйли — ударные (песни «Goodbye Pork Pie Hat» и «Head for Backstage Pass») - Эд Грин — вторые ударные (песня «Come Dancing») | Технический персонал: - Джордж Мартин — продюсер - Ян Хаммер — продюсер (песня «Blue Wind») - Пит Хендерсон, Деннис Маккей, Джон Аррайес — звукоинженеры - Джон Миллс — звукоинженер, инженер микширования - Джефф Эмерик — инженер микширования - Эдвин Ли — дизайн обложки, фотография для задней обложки - Джон Берг — дизайн обложки - Лок Хьюи — фотография для обложки - Роберт Байро — дизайн задней обложки - Брюс Дикинсон — продюсер переиздания 2001 года |

## Позиции в хит-парадах и сертификации
| Год  | Хит-парад                        | Высшая позиция | Пребывание в чарте |
| ---- | -------------------------------- | -------------- | ------------------ |
| 1976 | Австралия (Kent Music Report)    | 17             | нет данных         |
| 1976 | Великобритания (UK Albums Chart) | 38             | 5 недель           |
| 1976 | Канада (RPM Albums Chart)        | 14             | 27 недель          |
| 1976 | США (Billboard Top LPs & Tape)   | 16             | 25 недель          |
| 1976 | Япония (Oricon)                  | 7              | нет данных         |

| Хит-парад (1976)      | Позиция |
| --------------------- | ------- |
| Канада (RPM Year-End) | 81      |

| Регион                                                      | Сертификация | Продажи    |
| ----------------------------------------------------------- | ------------ | ---------- |
| Канада (Music Canada)                                       | Золотой      | 50 000^    |
| США (RIAA)                                                  | Платиновый   | 1 000 000^ |
| ^ Данные о тиражах приведены только на основе сертификации. |              |            |